# Jebtsundamba Khutughtu thứ 2
Jebtsundamba Khutughtu thứ 2 (1724 - 1757) là hiện thân thứ hai của Jebtsundamba Khutughtu, thủ lĩnh tinh thần của dòng truyền thừa Gelug của Phật giáo Tây Tạng ở Ngoại Mông. Tên riêng của ông là Luvsandambiydonmi và tên nghi lễ Tây Tạng của ông là Blo-bzang-bstan-pa'i-srgon-me.